# Episodi di Shaun, vita da pecora (seconda stagione)
La seconda stagione della serie TV animata Shaun, vita da pecora viene trasmessa nel Regno Unito sul canale CBBC dal 23 novembre 2009.
In Italia invece viene trasmessa a partire dal 26 aprile 2010 sul canale satellitare Toon Disney.
| n° | n° | Titolo originale          | Titolo italiano        | Prima TV UK      | Prima TV Italia |
| -- | -- | ------------------------- | ---------------------- | ---------------- | --------------- |
| 41 | 1  | Double Trouble            | Doppio fattore         | 23 novembre 2009 |                 |
| 42 | 2  | Draw the Line             | Il traccia linee       | 24 novembre 2009 |                 |
| 43 | 3  | Sheepless Nights          | Notte fuori            | 25 novembre 2009 |                 |
| 44 | 4  | Spring Lamb               | Timmy a molle          | 26 novembre 2009 |                 |
| 45 | 5  | Strictly No Dancing       | Scuola di ballo        | 27 novembre 2009 |                 |
| 46 | 6  | Who's the Caddy?          | Colpo della strega     | 30 novembre 2009 |                 |
| 47 | 7  | Hair Today, Gone Tomorrow | Capelli al vento       | 1º dicembre 2009 |                 |
| 48 | 8  | Bagpipe Buddy             | La cornamusa           | 2 dicembre 2009  |                 |
| 49 | 9  | Supersize Timmy           | Super Timmy            | 3 dicembre 2009  |                 |
| 50 | 10 | Lock Out                  | Chiuso fuori           | 4 dicembre 2009  |                 |
| 51 | 11 | Cheetah Cheater           | Il ghepardo            | 7 dicembre 2009  |                 |
| 52 | 12 | Ewe've Been Framed        | Super vista            | 8 dicembre 2009  |                 |
| 53 | 13 | Bitzer's New Hat          | Il cappello nuovo      | 9 dicembre 2009  |                 |
| 54 | 14 | Hide and Squeak           | Nascondino con il topo | 10 dicembre 2009 |                 |
| 55 | 15 | Frantic Romantic          | Cena romantica         | 11 dicembre 2009 |                 |
| 56 | 16 | Everything Must Go        | Fuori tutto            | 14 dicembre 2009 |                 |
| 57 | 17 | Party Animals             | Festa di compleanno    | 15 dicembre 2009 |                 |
| 58 | 18 | Cat Got Your Brain        | Alieni                 | 16 dicembre 2009 |                 |
| 59 | 19 | Two's Company             | Amore a prima vista    | 17 dicembre 2009 |                 |
| 60 | 20 | In the Doghouse           | La casa nuova          | 18 dicembre 2009 |                 |

| n° | n° | Titolo originale              | Titolo italiano            | Prima TV UK      | Prima TV Italia |
| -- | -- | ----------------------------- | -------------------------- | ---------------- | --------------- |
| 61 | 21 | The Boat                      | La barca                   | 17 maggio 2010   |                 |
| 62 | 22 | What's Up, Dog?               | In giro In Molgofiera      | 18 maggio 2010   |                 |
| 63 | 23 | Cock-a-Doodle Shaun           | Il gallo Rapito            | 19 maggio 2010   |                 |
| 64 | 24 | Bitzer's Basic Training       | L'addestramento di Bitzer  | 20 maggio 2010   |                 |
| 65 | 25 | Chip off the old Block        | Salviamo l'orsetto!        | 21 maggio 2010   |                 |
| 66 | 26 | Pig Trouble                   | I maiali al potere!        | 24 maggio 2010   |                 |
| 67 | 27 | Bitzer from the Black Lagoon  | Il mostro                  | 25 maggio 2010   |                 |
| 68 | 28 | Zebra Ducks of the Serengeti  | Le anatre zebrate africane | 26 maggio 2010   |                 |
| 69 | 29 | Whistleblower                 | Musica, maestro!           | 27 maggio 2010   |                 |
| 70 | 30 | The Big Chase                 | A tutta caccia!            | 28 maggio 2010   |                 |
| 71 | 31 | The Magpie                    | La gazza                   | 6 dicembre 2010  |                 |
| 72 | 32 | Operation Pidsley             | Foto Rubate                | 7 dicembre 2010  |                 |
| 73 | 33 | Pig Swill Fly                 | L'esaminatore              | 8 dicembre 2010  |                 |
| 74 | 34 | Shirley Whirley               | Telecomandata              | 9 dicembre 2010  |                 |
| 75 | 35 | Foxy Laddie                   | Nuovo arrivato             | 10 dicembre 2010 |                 |
| 76 | 36 | Shaun goes Potty              | Il tavolo da biliardo      | 13 dicembre 2010 |                 |
| 77 | 37 | An Ill Wind                   | Il vento che gira          | 14 dicembre 2010 |                 |
| 78 | 38 | Fireside Favourite            | Al calduccio               | 15 dicembre 2010 |                 |
| 79 | 39 | Snowed In                     | Sport sulla neve           | 16 dicembre 2010 |                 |
| 80 | 40 | We Wish Ewe A Merry Christmas | Natale da pecora           | 17 dicembre 2010 |                 |